# 文化的同一性

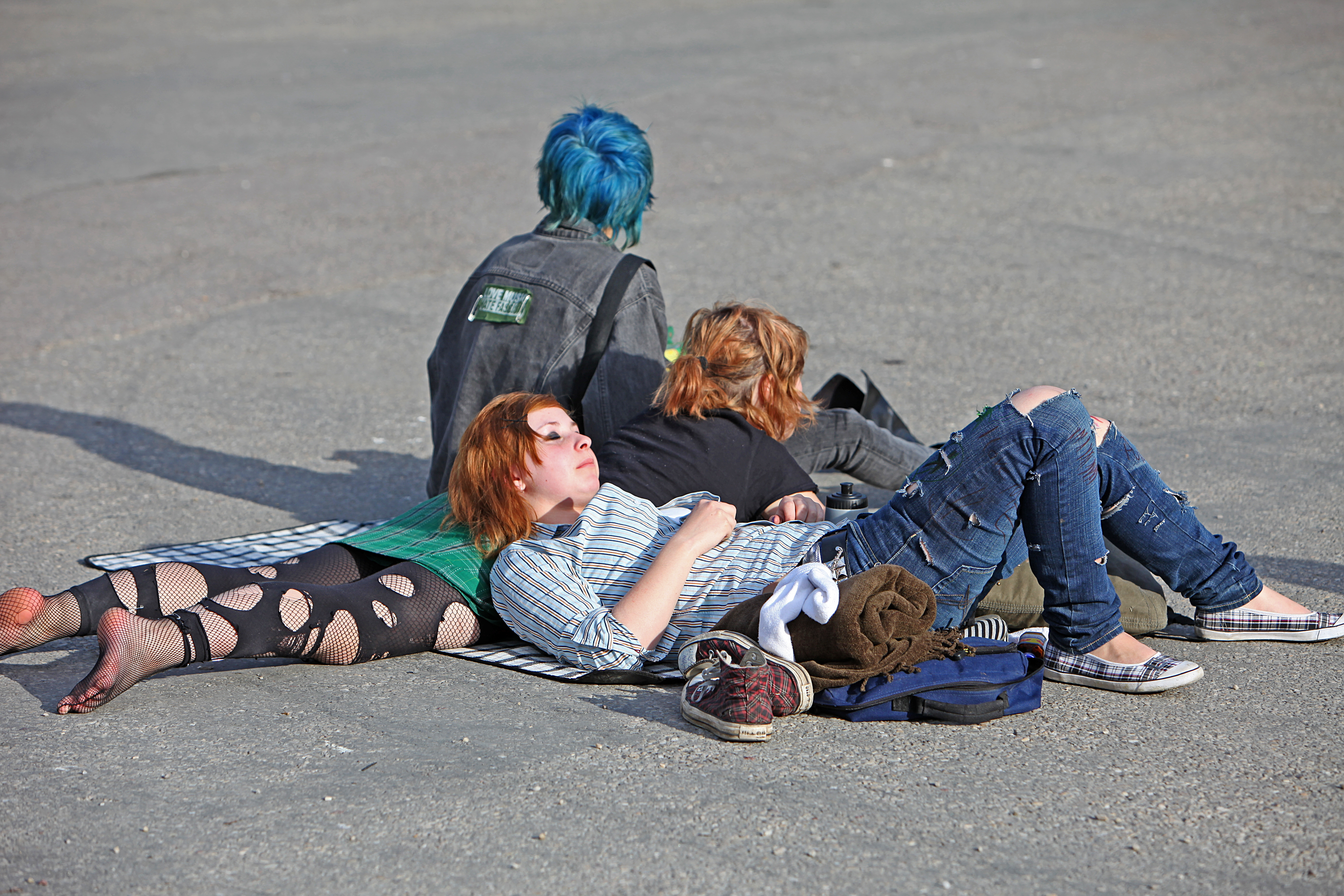
文化的アイデンティティは、特定のスタイルの衣服やその他美的指標を通じて表現される場合がある

文化的同一性（ぶんかてきどういつせい）または文化的アイデンティティ（英：Cultural identity）とは、言語、認知、行動、情動といった文化的特徴を自己像、自己の一部と認識し、それを通じて自己を理解・表現する過程を指す。
個々のアイデンティティを形成し、社会的な関係性を築く上で重要である。
個人の文化的アイデンティティは、当人が属する国民、民族、宗教、社会階級、世代、地域などから影響を受ける。